# 岐阜県道432号門和佐瀬戸線

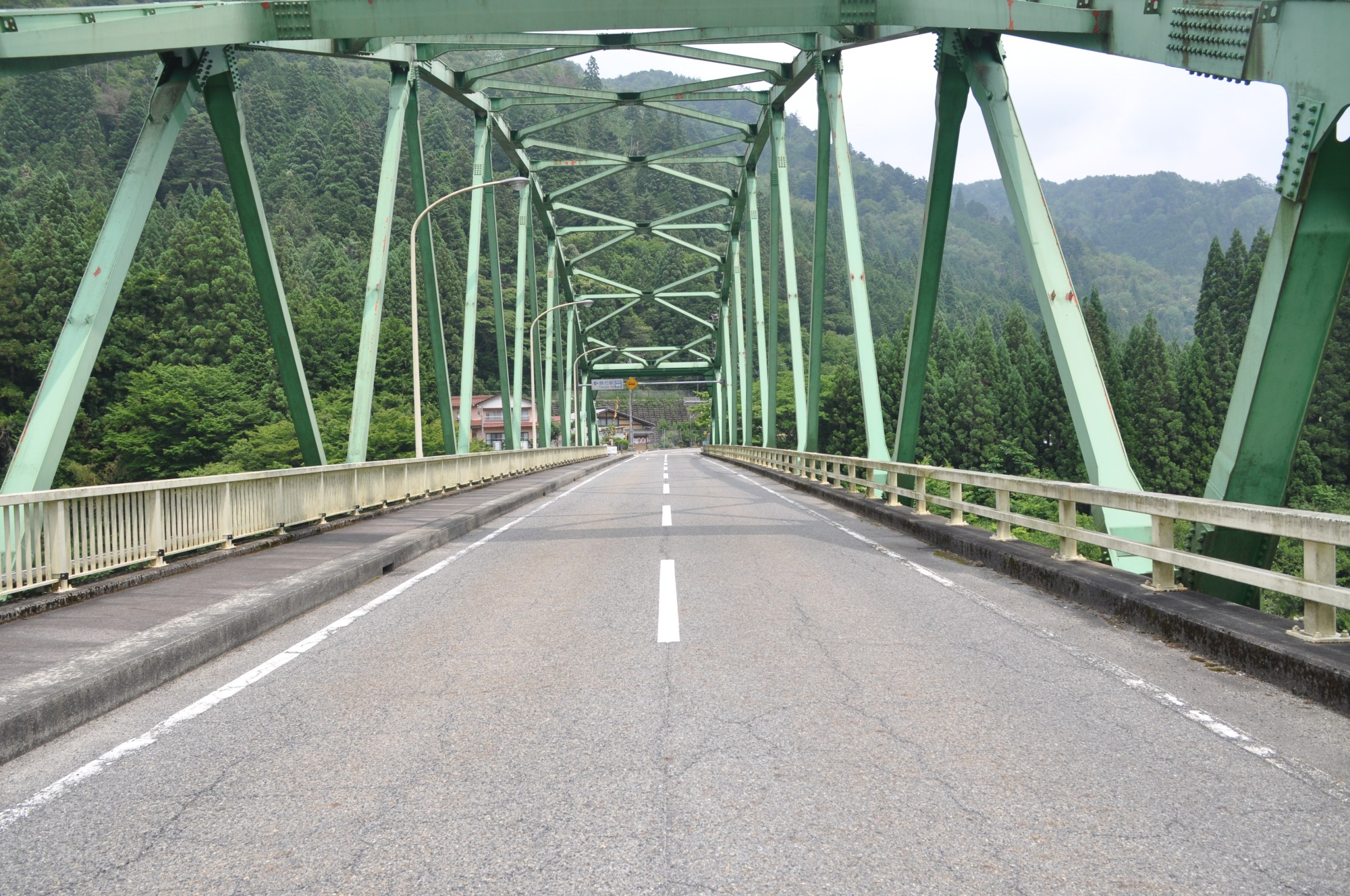
中原大橋

岐阜県道432号門和佐瀬戸線（ぎふけんどう432ごう かどわさせとせん）は、岐阜県下呂市内を通る一般県道である。

## 概要

### 路線データ
- 起点：岐阜県下呂市門和佐（岐阜県道62号下呂白川線交点）
- 終点：岐阜県下呂市瀬戸（国道41号交点）

## 沿革
- 1977年（昭和52年）2月27日 ： 認定[1]

## 地理

### 通過する自治体
- 岐阜県
  - 下呂市

### 接続する道路
- 岐阜県道62号下呂白川線（下呂市門和佐）
- 国道41号（下呂市瀬戸）

### 周辺
- JR高山本線焼石駅
- なかはら子育て・保育ステーション
- 中原郵便局
- 中山七里
- 瀬戸第一発電所
- 瀬戸第二発電所